# Közönséges virágdíszbogár
A közönséges virágdíszbogár (Anthaxia fulgurans) a díszbogárfélék családjába tartozó, Dél- és Közép-Európában honos bogárfaj. 

## Megjelenése
A közönséges virágdíszbogár testhossza 4-7 mm. Teste ovális. Feje és tora fémes fényű, csillogó zöld vagy kék. A tor két oldalán két sötétkék, az alapszínnél sötétebb, bizonytalan határú folt látható. A szárnyfedők zöldek vagy kékeszöldek; a nőstény esetében két jókora vöröses folt foglalja el a szárnyfedő nagy részét. Hasi oldaluk fémes zöld színű.

### Hasonló fajok
A hím a podóliai virágdíszbogárral, a nőstény a Zsuzsanna-virágdíszbogárral, a bíboros virágdíszbogárral, a rezes virágdíszbogárral és a cseresznye-virágdíszbogárral téveszthető össze.  

## Elterjedése és életmódja
Dél- és Közép-Európában honos. Magyarországon főleg a melegebb fekvésű tölgyesekben gyakori.
Erdőkben, ligetekben fordul elő. Az imágó májustól augusztusig aktív és virágok pollenjével táplálkozik. Nagy fejű, vékony testű lárvája a rózsafélékhez tartozó fák, cserjék (pl. alma, szilva, körte, kökény) és som ágainak kérge alatt rág.  
Magyarországon nem védett.

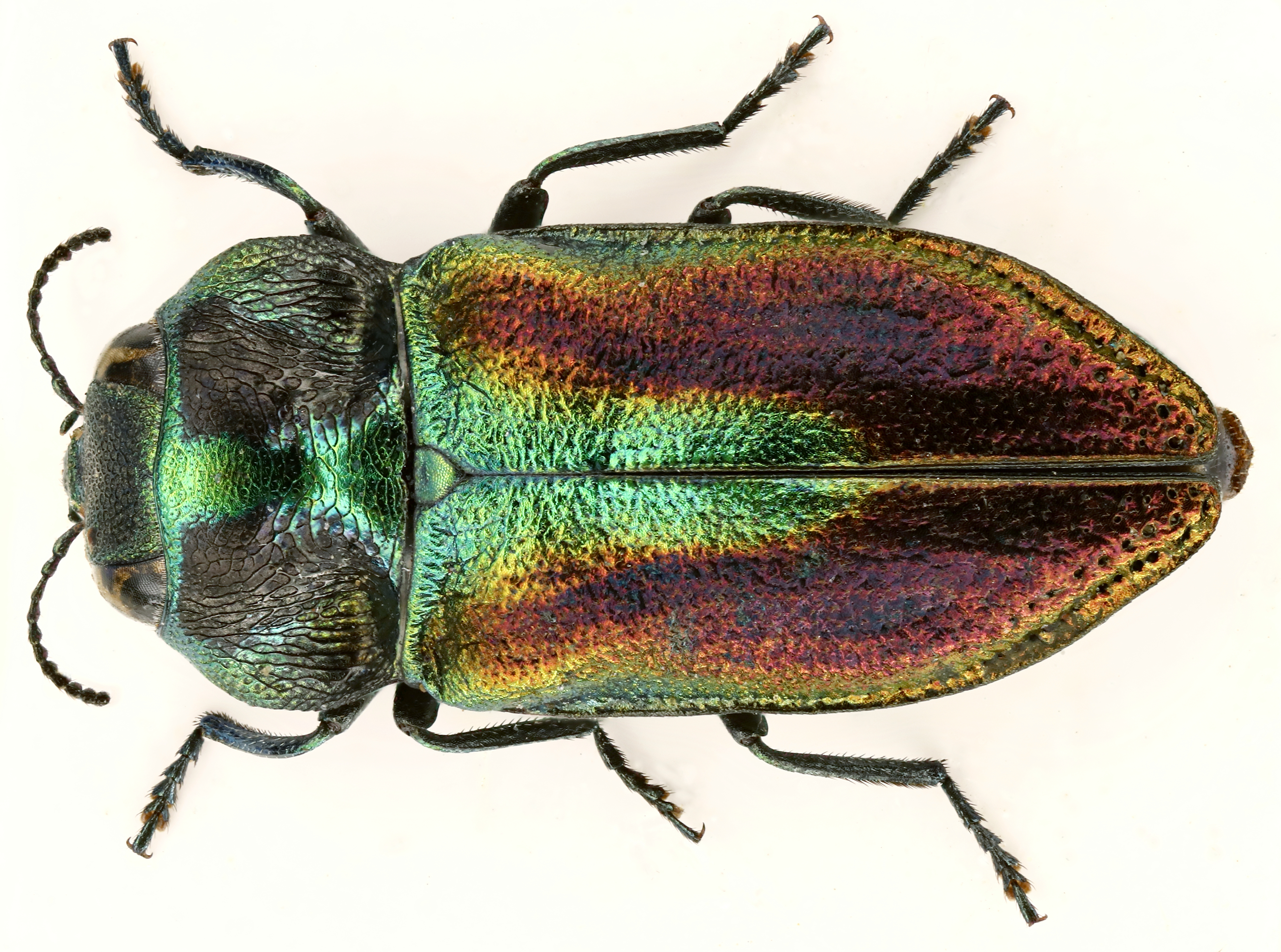
Nőstény
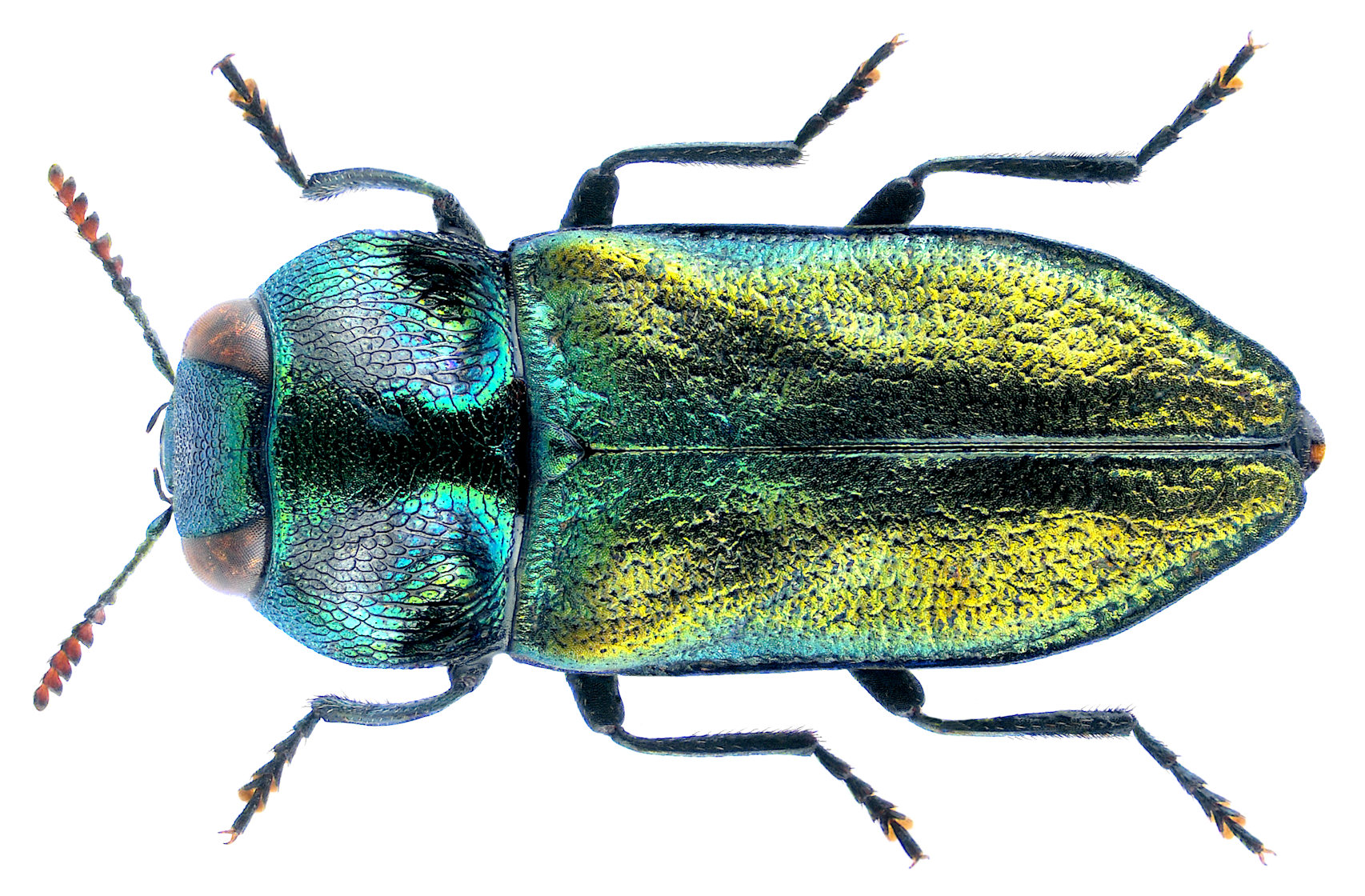
Hím
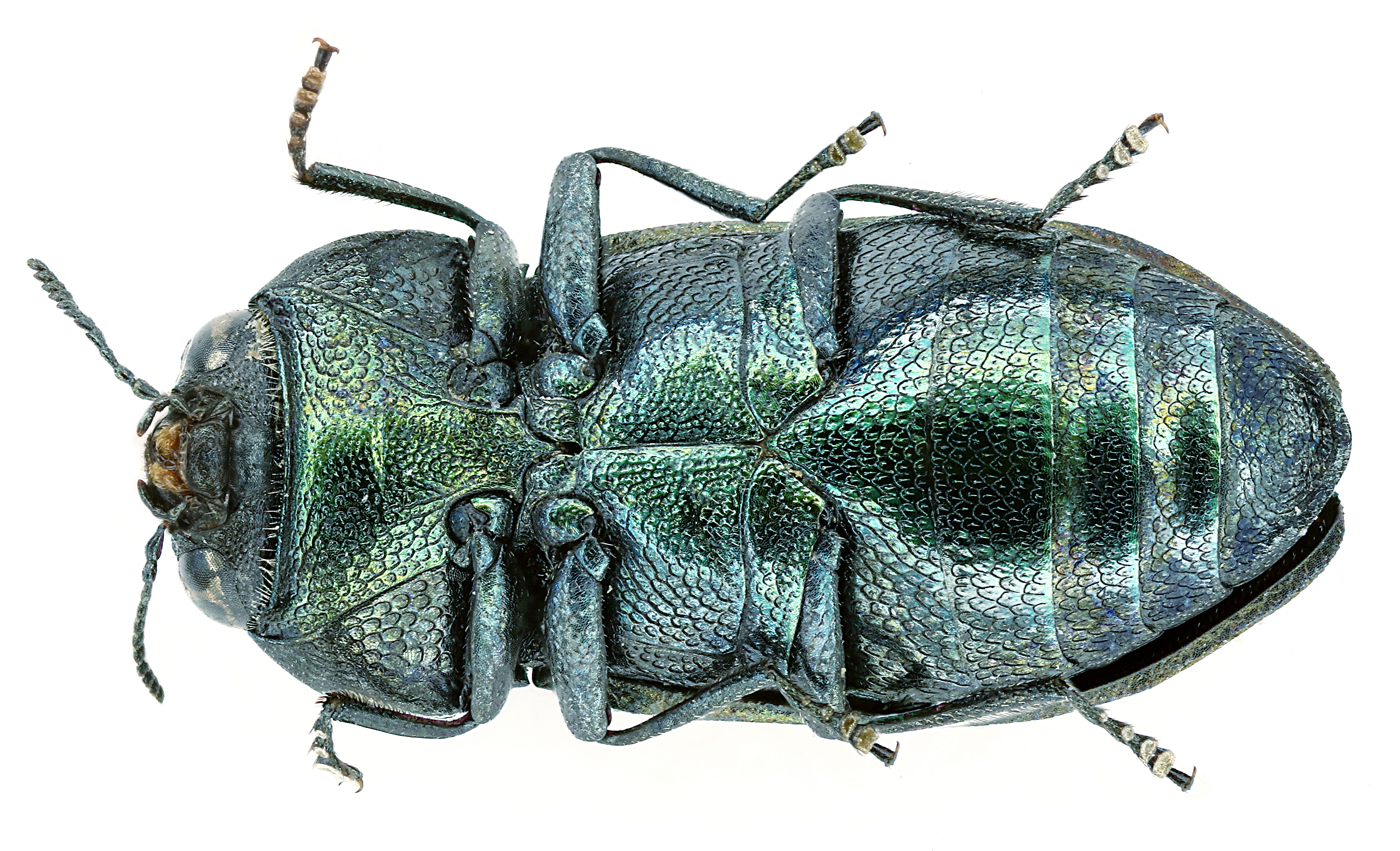
Alulról
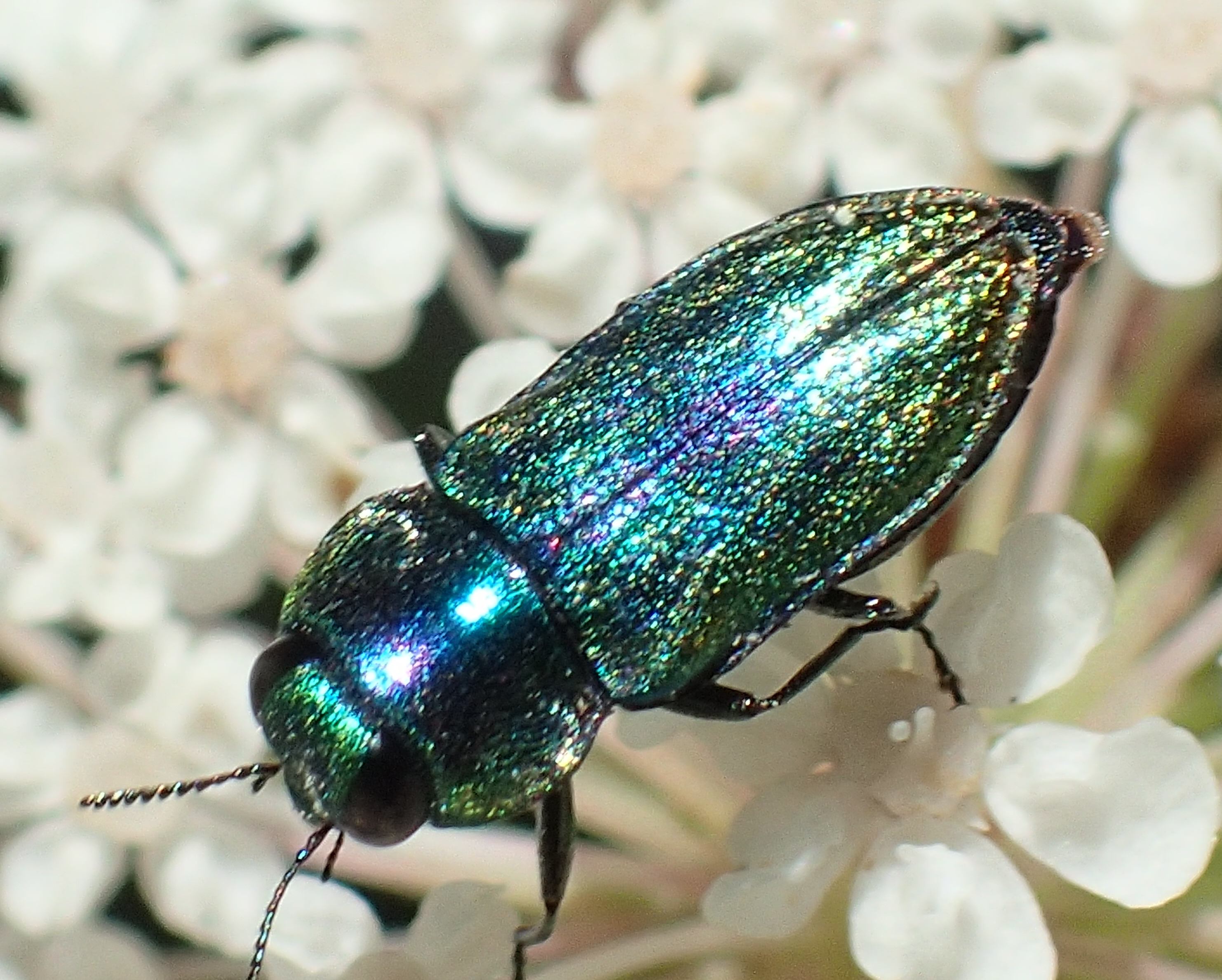
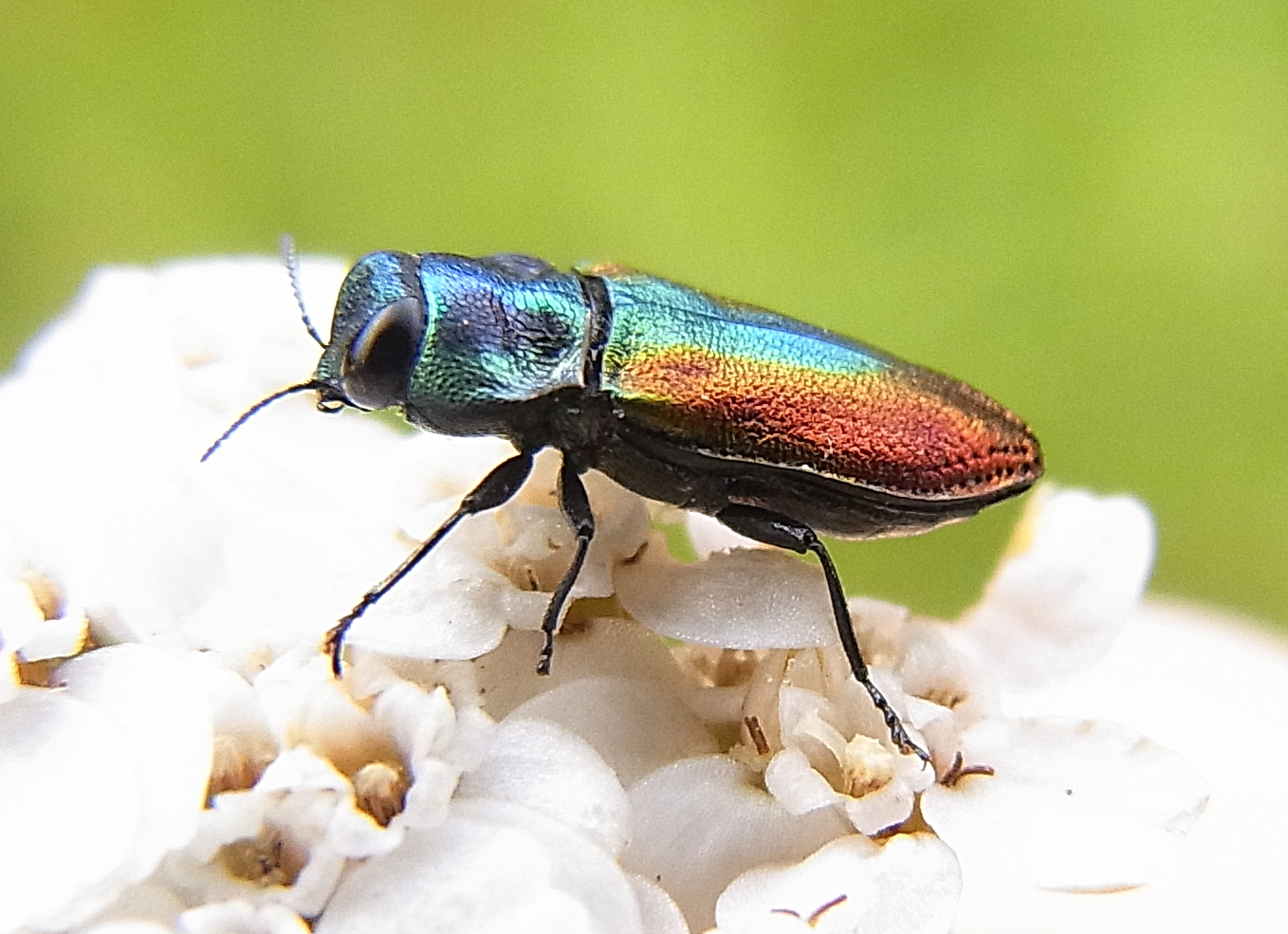